# Peter Eriksson (homme politique)
Pour les articles homonymes, voir Eriksson et Peter Eriksson.
Peter Eriksson (né le 3 août 1958 à Tranås, Småland) est un économiste et homme politique suédois, membre du Parti de l'environnement Les Verts.

## Biographie
Il habite la commune de Kalix dans le Norrbotten, dont il est membre de l'exécutif local de 1999 à 2004.
Entre 2002 et 2011, il est l'un des deux porte-paroles du Parti de l'environnement-Les Verts, aux côtés de Maria Wetterstrand. 
Il est député au Riksdag, le parlement national, de 1994 à 1998 et de nouveau de 2002 à 2014, année lors de laquelle il démissionne à la suite de son élection au Parlement européen lors des élections européennes de 2014.
Le 25 mai 2016, le Premier ministre suédois Stefan Löfven le nomme ministre du Logement et de la Numérisation. En conséquence, il démissionne de son mandat de député européen,.